# رولف مولکا
رولف مولکا (آلمانی: Rolf Mulka; ۲۳ نوامبر ۱۹۲۷ – ۱۴ ژوئیهٔ ۲۰۱۲) قایقران قایق بادبانی اهل آلمان بود.